# FC Twente in het seizoen 2005/06
Het seizoen 2005-2006 was het 41e jaar in het bestaan van de Enschedese voetbalclub FC Twente. De Tukkers kwamen uit in de Nederlandse Eredivisie en namen deel aan het toernooi om de KNVB beker.

## De ploeg
FC Twente stond dit jaar voor het tweede seizoen onder leiding van trainer Rini Coolen. De zesde plaats die in het seizoen 2004/05 was behaald, kwam echter geen moment in het zicht. Op 1 februari 2006 besloot Coolen vanwege de teleurstellende resultaten en onenigheid met voorzitter Joop Munsterman over de te volgen koers op te stappen. Hij werd voor de rest van het seizoen opgevolgd door zijn assistent Jan van Staa. Ook technisch directeur Johan Plageman maakte in maart bekend Twente te gaan verlaten. Hij bleef in tegenstelling tot Coolen wel tot het eind van het seizoen in functie.
De Deen Kim Christensen (naar Brøndby IF) en de van Schalke 04 gehuurde Duitser Simon Cziommer hadden Twente verlaten. Eind september 2005 vertrok tevens Jason Čulina naar PSV. Raymond Fafiani werd verhuurd aan FC Zwolle. In de winterstop werd verdediger Daniel Majstorović getransfereerd naar FC Basel.
De Zweed Kennedy Bakırcıoğlu kwam in de zomer van 2005 over van Iraklis Saloniki. Uit de eigen jeugd kregen Wout Brama, Patrick Gerritsen en Marcel Kleizen de kans om zich in het eerste te bewijzen. Doelman Danny Wintjens werd van MVV aangetrokken. De Griek Konstantinos Loumpoutis werd gekocht van Perugia. In januari 2006 werden Arnar Viðarsson bij SC Lokeren en Anatoli Gerk bij RSC Anderlecht weggehaald.

## Het seizoen
Het seizoen 2005-2006 begon rampzalig met drie thuisnederlagen tegen N.E.C., Vitesse en Feyenoord. Na zes wedstrijden stond Twente op een zestiende plek, met vier punten. Hierna ging het iets beter en na tien wedstrijden stond Twente onder andere door overwinningen op Heracles Almelo en RKC Waalwijk op een veertiende plek. De thuiswedstrijden tegen PSV en AZ gingen verloren en uit wist Twente maar een enkel keer een punt te pakken, onder andere uit tegen PSV op 29 december 2005 (1-1). De wedstrijd thuis tegen Ajax op 22 januari ging verloren ondanks dat Twente tot de 89e minuut met 2-1 leidde. Een week later werd verloren bij Sparta, wat voor trainer Rini Coolen het sein was om op te stappen. Twente stond op dat moment dertiende, één plaats onder streekgenoot Heracles.
Coolen werd opgevolgd door zijn assistent Jan van Staa die het seizoen als interim-coach mocht afmaken. Die wissel was zo succesvol dat al snel van een "Van Staa-effect" werd gesproken; in een reeks van acht wedstrijden werd zes keer gewonnen en twee keer gelijk gespeeld. Twente steeg hierdoor naar een achtste plek en was nadrukkelijk in de race voor deelname aan de play-offs voor een UEFA-Cup-ticket. De negende plaats waarmee de reguliere competitie beëindigd werd, gaf daar uiteindelijk recht op. Twente versloeg in de eerste ronde van de play-offs FC Utrecht, dat als zesde was geëindigd. sc Heerenveen kreeg echter de plek in de UEFA Cup, nadat het in de tweede play-offs-ronde in Enschede Twente met 1-0 versloeg en thuis met 5-0 de betere was. Voor FC Twente restte, nadat in de derde play-offs-ronde Vitesse werd uitgeschakeld, de Intertoto.
In het toernooi om de KNVB beker 2005/06 reikte FC Twente tot de achtste finales. Quick Boys (na verlenging), Fortuna Sittard en RKC Waalwijk (na verlenging) werden uitgeschakeld, waarna PSV op 20 december 2005 met 3-0 te sterk was. In de laatste wedstrijd werden twee doelpunten gescoord door oud-Twentespeler Jan Vennegoor of Hesselink. Twente speelde in de bekercompetitie enkel uitwedstrijden.
Topscorer in de reguliere competitie werd Blaise Nkufo, met twaalf doelpunten. De grootste overwinning was 4-0, in een uitwedstrijd tegen Heracles. De grootste nederlaag was 5-0 in de play-offs tegen Heerenveen. De ploeg haalde in de competitie dertien overwinningen, dertien nederlagen en acht gelijke spelen, waarmee het op 47 punten uitkwam.

## Wedstrijdstatistieken

### Eredivisie 2005/06
| |                                                                              |               |                                                                                 | |
| 13 augustus 2005 | Roda JC                                                                      | 2 - 0 (1 - 0) | FC Twente                                                                       | Opstelling FC Twente: |
| Parkstad Limburg Stadion 12.700 toeschouwers Kevin Blom | Edrissa Sonko 33' Arouna Koné 80'                                            |               |                                                                                 | Pasveer, Schuurman (76' Brama), Majstorović , Zomer, Loumpoutis, Niemeyer, Čulina, Heubach, Touma, Nkufo, Gakhokidze (60' Bakırcıoğlu) Majstorovic (38')                                             |
| - Wout Brama, afkomstig uit de jeugd van FC Twente, maakte met een invalbeurt zijn debuut in de Eredivisie. |                                                                              |               |                                                                                 | |
| |                                                                              |               |                                                                                 | |
| 20 augustus 2005 | FC Twente                                                                    | 0 - 1 (0 - 0) | N.E.C.                                                                          | Opstelling FC Twente: |
| Arke Stadion 13.000 toeschouwers Jan Wegereef |                                                                              |               | 81' Tininho                                                                     | Pasveer, Schuurman (84' Shoukov), Majstorović , Zomer, Heubach, Niemeyer, Brama, Čulina, Bakırcıoğlu (46' Gakhokidze), Nkufo, Touma Zomer (90')                                                      |
| |                                                                              |               |                                                                                 | |
| 28 augustus 2005 | FC Utrecht                                                                   | 1 - 3 (0 - 1) | FC Twente                                                                       | Opstelling FC Twente: |
| Stadion Galgenwaard 17.100 toeschouwers Jack van Hulten | Hans Somers 89'                                                              |               | 34' Jason Čulina 73' Blaise Nkufo 90' Sharbel Touma                             | Pasveer, Wellenberg (84' Rahim), Majstorović , Zomer, Heubach, Niemeyer, Čulina, Shoukov (56' Gakhokidze), Bakırcıoğlu (46' Brama), Nkufo, Touma Niemeyer (30'), Majstorović (47'), Gakhokidze (83') |
| |                                                                              |               |                                                                                 | |
| 11 september 2005 | FC Twente                                                                    | 0 - 1 (0 - 0) | Vitesse                                                                         | Opstelling FC Twente: |
| Arke Stadion 13.000 toeschouwers Pieter Vink |                                                                              |               | 90' Matthew Amoah                                                               | Pasveer, Schuurman, Majstorović , Zomer, Heubach (46' Loumpoutis), Brama, Shoukov (62' Niemeyer), Čulina, Touma, Nkufo, Gakhokidze (75' El Ahmadi)                                                   |
| |                                                                              |               |                                                                                 | |
| 16 september 2005 | ADO Den Haag                                                                 | 0 - 0 (0 - 0) | FC Twente                                                                       | Opstelling FC Twente: |
| Zuiderpark Stadion 5.613 toeschouwers Tom van Sichem |                                                                              |               |                                                                                 | Pasveer, Rahim, Majstorović , Zomer, Loumpoutis, Niemeyer, Shoukov, Čulina, Touma (63' Afonso), Nkufo, Gakhokidze (75' Brama) Majstorović (6'), Loumpoutis (52'), Niemeyer (90')                     |
| |                                                                              |               |                                                                                 | |
| 25 september 2005 | FC Twente                                                                    | 1 - 3 (0 - 1) | Feyenoord                                                                       | Opstelling FC Twente: |
| Arke Stadion 13.250 toeschouwers Roelof Luinge | Ramon Zomer 84'                                                              |               | 26' Romeo Castelen 46' Romeo Castelen 89' Dirk Kuijt                            | Pasveer, Rahim, Majstorović , Zomer, Loumpoutis, Brama, Shoukov (62' Sibum), Čulina, El Ahmadi (53' Afonso), Nkufo, Touma (76' Bakırcıoğlu)                                                          |
| - Jason Čulina speelde zijn laatste wedstrijd voor FC Twente. Op 30 september 2005 tekende hij een contract bij PSV. |                                                                              |               |                                                                                 | |
| |                                                                              |               |                                                                                 | |
| 2 oktober 2005 | Heracles Almelo                                                              | 0 - 4 (0 - 0) | FC Twente                                                                       | Opstelling FC Twente: |
| Polman Stadion 8.500 toeschouwers Dick van Egmond |                                                                              |               | 54' Daniel Majstorović 60' Kennedy Bakırcıoğlu 83' Ramon Zomer 90' Blaise Nkufo | Boschker , Rahim, Majstorović, Zomer, Loumpoutis, Sibum, Brama, El Ahmadi (46' Bakırcıoğlu), Afonso (87' Kleizen), Nkufo, Touma (90' Gerritsen) Zomer (32'), El Ahmadi (46')                         |
| - Jeugdspelers Patrick Gerritsen en Marcel Kleizen maakten met een invalbeurt hun debuut in het eerste elftal van FC Twente. Keeper en aanvoerder Sander Boschker maakte zijn rentree na een in de voorbereiding op het seizoen opgelopen blessure. |                                                                              |               |                                                                                 | |
| |                                                                              |               |                                                                                 | |
| 15 oktober 2005 | FC Twente                                                                    | 2 - 0 (1 - 0) | RKC Waalwijk                                                                    | Opstelling FC Twente: |
| Arke Stadion 13.000 toeschouwers Reinold Wiedemeijer | Kennedy Bakırcıoğlu 35' Kennedy Bakırcıoğlu 67'                              |               |                                                                                 | Boschker , Rahim, Majstorović, Zomer, Heubach, Sibum, Brama (85' Niemeyer), Shoukov, Bakırcıoğlu (90' Kleizen), Nkufo, Touma (69' Afonso) Heubach (33')                                              |
| |                                                                              |               |                                                                                 | |
| 22 oktober 2005 | NAC Breda                                                                    | 1 - 1 (0 - 0) | FC Twente                                                                       | Opstelling FC Twente: |
| MyCom Stadion 14.150 toeschouwers Jack van Hulten | Johan Vonlanthen 61'                                                         |               | 73' Peter Niemeyer                                                              | Boschker , Rahim, Majstorović, Zomer, Heubach, Brama (46' Niemeyer), Sibum, Bakırcıoğlu, Touma, Nkufo, Shoukov Heubach (5'), Rahim (77')                                                             |
| |                                                                              |               |                                                                                 | |
| 29 oktober 2005 | FC Twente                                                                    | 0 - 1 (0 - 0) | PSV                                                                             | Opstelling FC Twente: |
| Arke Stadion 13.100 toeschouwers Ruud Bossen |                                                                              |               | 70' Ibrahim Afellay                                                             | Boschker , Rahim, Majstorović, Zomer, Heubach, Sibum (46' Brama), Niemeyer, Shoukov (77' Kleizen), Bakırcıoğlu, Nkufo, Touma (77' Afonso) Rahim (69')                                                |
| |                                                                              |               |                                                                                 | |
| 5 november 2005 | FC Twente                                                                    | 3 - 1 (0 - 0) | Willem II                                                                       | Opstelling FC Twente: |
| Arke Stadion 13.000 toeschouwers Ben Haverkort | Guilherme Afonso 46' Blaise Nkufo 56' Blaise Nkufo (p) 81'                   |               | 69' Kevin Bobson                                                                | Boschker , Rahim, Majstorović, Zomer, Heubach, Niemeyer, Brama (83' Sibum), Bakırcıoğlu, El Ahmadi (59' Gerritsen), Nkufo, Afonso (55' Shoukov) Brama (49')                                          |
| |                                                                              |               |                                                                                 | |
| 19 november 2005 | AFC Ajax                                                                     | 2 - 0 (0 - 0) | FC Twente                                                                       | Opstelling FC Twente: |
| Amsterdam ArenA 45.120 toeschouwers Reinold Wiedemeijer | Daniel Majstorović (ed) 70' Markus Rosenberg 90'                             |               |                                                                                 | Boschker , Rahim, Majstorović, Zomer, Heubach, Niemeyer, Brama, El Ahmadi, Bakırcıoğlu (68' Afonso), Nkufo, Touma Niemeyer (36'), Boschker (76')                                                     |
| |                                                                              |               |                                                                                 | |
| 30 november 2005 | FC Twente                                                                    | 1 - 0 (0 - 0) | Sparta                                                                          | Opstelling FC Twente: |
| Arke Stadion 13.000 toeschouwers René Temmink | Patrick Gerritsen 90'                                                        |               |                                                                                 | Boschker , Rahim, Majstorović, Zomer, Heubach, Niemeyer, Brama (79' Sibum), Bakırcıoğlu, Afonso (60' Gakhokidze), Nkufo, Touma (73' Gerritsen)                                                       |
| - De wedstrijd stond aanvankelijk gepland op 26 november, maar werd op die datum afgelast wegens sneeuwval. |                                                                              |               |                                                                                 | |
| |                                                                              |               |                                                                                 | |
| 4 december 2005 | FC Groningen                                                                 | 1 - 0 (0 - 0) | FC Twente                                                                       | Opstelling FC Twente: |
| Euroborg 12.500 toeschouwers Dick van Egmond | Yuri Cornelisse 71'                                                          |               |                                                                                 | Boschker , Rahim, Majstorović, Zomer, Heubach (80' Gerritsen), Sibum, Niemeyer, Bakırcıoğlu (75' Gakhokidze), Afonso, Nkufo, Touma Sibum (15'), Zomer (28') Nkufo (19')                              |
| - Blaise Nkufo kreeg een rode kaart voor een trappende beweging naar tegenstander Evgeniy Levchenko en werd voor twee wedstrijden geschorst. |                                                                              |               |                                                                                 | |
| |                                                                              |               |                                                                                 | |
| 10 december 2005 | FC Twente                                                                    | 1 - 3 (1 - 0) | AZ                                                                              | Opstelling FC Twente: |
| Arke Stadion 13.100 toeschouwers Kevin Blom | Kennedy Bakırcıoğlu 32'                                                      |               | 65' Stein Huysegems 71' Danny Koevermans 90' Denny Landzaat                     | Boschker , Schuurman, Majstorović, Zomer, Heubach, Brama, Shoukov (78' Loumpoutis), Bakırcıoğlu, Touma (70' Gerritsen), Afonso, Gakhokidze Heubach (60'), Gakhokidze (74')                           |
| |                                                                              |               |                                                                                 | |
| 17 december 2005 | sc Heerenveen                                                                | 3 - 1 (2 - 0) | FC Twente                                                                       | Opstelling FC Twente: |
| Abe Lenstra Stadion 20.500 toeschouwers Jan Wegereef | Klaas-Jan Huntelaar 13' Lasse Nilsson 41' Klaas-Jan Huntelaar 49'            |               | 77' Patrick Gerritsen                                                           | Boschker , Schuurman (72' Sibum), Majstorović, Zomer, Loumpoutis, Niemeyer, Brama, Bakırcıoğlu, Gerritsen, Gakhokidze, Touma (59' Afonso) Loumpoutis (20')                                           |
| |                                                                              |               |                                                                                 | |
| 26 december 2005 | FC Twente                                                                    | 4 - 1 (2 - 0) | RBC Roosendaal                                                                  | Opstelling FC Twente: |
| Arke Stadion 12.250 toeschouwers Reinold Wiedemeijer | Peter Niemeyer 23' Ramon Zomer 25' Ramon Zomer 53' Daniel Majstorović 73'    |               | 64' Ebrima Sillah                                                               | Boschker , Schuurman, Majstorović, Zomer, Heubach, Sibum (89' Loumpoutis), Niemeyer, Bakırcıoğlu, Gerritsen (80' Touma), Nkufo, Gakhokidze Heubach (56')                                             |
| - Halverwege de competitie stond FC Twente op een twaalfde plaats, met 20 punten uit 17 wedstrijden. |                                                                              |               |                                                                                 | |
| |                                                                              |               |                                                                                 | |
| 29 december 2005 | PSV                                                                          | 1 - 1 (0 - 1) | FC Twente                                                                       | Opstelling FC Twente: |
| Philips Stadion 32.500 toeschouwers Dick Jol | Phillip Cocu 69'                                                             |               | 40' Kennedy Bakırcıoğlu                                                         | Boschker , Rahim, Majstorović, Zomer, Heubach, Sibum (75' Brama), Bakırcıoğlu (90' Bouchiba), Niemeyer, Gerritsen (86' Afonso), Nkufo, Gakhokidze Gakhokidze (50'), Rahim (63')                      |
| |                                                                              |               |                                                                                 | |
| 15 januari 2006 | Willem II                                                                    | 1 - 1 (1 - 0) | FC Twente                                                                       | Opstelling FC Twente: |
| Willem II Stadion 12.000 toeschouwers Kevin Blom | Anouar Hadouir 8'                                                            |               | 57' Blaise Nkufo (p)                                                            | Boschker , Rahim (72' Schuurman), Majstorović, Zomer, Heubach, Bakırcıoğlu, Niemeyer, Shoukov (77' Sibum), Gerritsen (64' Afonso), Nkufo, Gakhokidze Rahim (27'), Majstorović (72'), Schuurman (74') |
| - Daniel Majstorović speelde zijn laatste wedstrijd voor FC Twente. Voor de volgende wedstrijd was hij geschorst en een week later werd zijn overgang naar het Zwitserse FC Basel beklonken. |                                                                              |               |                                                                                 | |
| |                                                                              |               |                                                                                 | |
| 22 januari 2006 | FC Twente                                                                    | 2 - 3 (1 - 0) | AFC Ajax                                                                        | Opstelling FC Twente: |
| Arke Stadion 13.250 toeschouwers Jan Wegereef | Blaise Nkufo 25' Blaise Nkufo 52'                                            |               | 51' Markus Rosenberg 89' Hedwiges Maduro 90' Urby Emanuelson                    | Boschker , Schuurman, Niemeyer, Zomer, Heubach, Viðarsson, Bakırcıoğlu (74' Brama), Gerk (68' Shoukov), Gerritsen (87' Touzani), Nkufo, Gakhokidze Gerritsen (48')                                   |
| - FC Twente leek tegen Ajax op een overwinning af te stevenen, maar door twee doelpunten in de slotfase wist Ajax de stand om te buigen. Doelverdediger Sander Boschker speelde zijn 400e wedstrijd voor Twente. In de basis stonden de nieuwe aankopen Arnar Viðarsson en Anatoli Gerk.                                                                                                 |                                                                              |               |                                                                                 | |
| |                                                                              |               |                                                                                 | |
| 29 januari 2006 | Sparta Rotterdam                                                             | 1 - 0 (1 - 0) | FC Twente                                                                       | Opstelling FC Twente: |
| Het Kasteel 8.018 toeschouwers Dick van Egmond | Jason Oost 3'                                                                |               |                                                                                 | Boschker , Rahim, Niemeyer, Zomer, Heubach, Sibum (71' Afonso), Viðarsson, Gerk (30' Gerritsen), Bakırcıoğlu, Nkufo, Gakhokidze                                                                      |
| - Daniel Majstorović was door trainer Rini Coolen wegens transferperikelen buiten de selectie gelaten. Een dag na deze wedstrijd werd zijn overgang naar FC Basel beklonken. |                                                                              |               |                                                                                 | |
| |                                                                              |               |                                                                                 | |
| 5 februari 2006 | FC Twente                                                                    | 3 - 0 (0 - 0) | FC Utrecht                                                                      | Opstelling FC Twente: |
| Arke Stadion 13.100 toeschouwers Pieter Vink | Kennedy Bakırcıoğlu 69' Sharbel Touma 81' Blaise Nkufo 89'                   |               |                                                                                 | Boschker , Rahim, Niemeyer, Zomer, Heubach, Brama, Viðarsson (61' Sibum), Bakırcıoğlu, Gerritsen, Nkufo (89' Afonso), Gakhokidze (78' Touma) Rahim (18'), Heubach (29')                              |
| - Wegens de tegenvallende resultaten in dit seizoen had trainer Rini Coolen op 1 februari per direct ontslag genomen. Assistent-trainer Jan van Staa was zijn opvolger als hoofdcoach. Oud-speler en hoofd opleidingen Erik ten Hag schoof door naar de post assistent-trainer. Voor de wedstrijd was er een minuut stilte voor de 's ochtends overleden oud-manager Ton van Dalen.      |                                                                              |               |                                                                                 | |
| |                                                                              |               |                                                                                 | |
| 8 februari 2006 | Vitesse                                                                      | 1 - 2 (1 - 0) | FC Twente                                                                       | Opstelling FC Twente: |
| GelreDome 18.286 toeschouwers Reinold Wiedemeijer | Youssouf Hersi 5'                                                            |               | 90' Patrick Gerritsen 90' Sharbel Touma                                         | Boschker , Rahim, Niemeyer, Zomer, Wellenberg, Sibum, Brama, Bakırcıoğlu (81' Afonso), Gerritsen, Nkufo, Bouchiba (59' Touma) Sibum (90')                                                            |
| |                                                                              |               |                                                                                 | |
| 11 februari 2006 | FC Twente                                                                    | 1 - 0 (1 - 0) | Roda JC                                                                         | Opstelling FC Twente: |
| Arke Stadion 13.200 toeschouwers Ruud Bossen | Ramon Zomer 6'                                                               |               |                                                                                 | Boschker , Rahim, Niemeyer, Zomer (54' Touzani), Heubach, Sibum, Brama, Bakırcıoğlu, Gerritsen (89' Afonso), Nkufo, Bouchiba (66' Touma) Rahim (23')                                                 |
| |                                                                              |               |                                                                                 | |
| 17 februari 2006 | N.E.C.                                                                       | 0 - 3 (0 - 2) | FC Twente                                                                       | Opstelling FC Twente: |
| McDOS Goffertstadion 11.750 toeschouwers Tom van Sichem |                                                                              |               | 15' Blaise Nkufo 43' Kennedy Bakırcıoğlu 71' Patrick Gerritsen                  | Boschker , Wellenberg, Niemeyer, Zomer, Heubach, Sibum, Brama (87' Viðarsson), Bakırcıoğlu, Gerritsen, Nkufo (90' Afonso), Bouchiba (68' Touma) Sibum (34'), Brama (80')                             |
| |                                                                              |               |                                                                                 | |
| 24 februari 2006 | RKC Waalwijk                                                                 | 0 - 0 (0 - 0) | FC Twente                                                                       | Opstelling FC Twente: |
| Mandemakers Stadion 5.500 toeschouwers Jack van Hulten |                                                                              |               |                                                                                 | Boschker , Wellenberg, Niemeyer, Rahim, Heubach, Sibum, Brama, Bakırcıoğlu, Gerritsen, Nkufo, Bouchiba (78' Afonso) Nkufo (6'), Brama (34'), Bakırcıoğlu (88')                                       |
| |                                                                              |               |                                                                                 | |
| 5 maart 2006 | FC Twente                                                                    | 2 - 0 (1 - 0) | Heracles Almelo                                                                 | Opstelling FC Twente: |
| Arke Stadion 13.250 toeschouwers Ben Haverkort | Sharbel Touma 21' Patrick Gerritsen 54'                                      |               |                                                                                 | Boschker , Wellenberg, Niemeyer, Viðarsson, Heubach, Sibum (71' Rahim), Brama, Bakırcıoğlu, Gerritsen, Nkufo (90' Afonso), Touma (85' Bouchiba) Touma (45'), Niemeyer (82')                          |
| - Heracles-keeper Martin Pieckenhagen stopte in de 38e minuut een strafschop van Blaise Nkufo. |                                                                              |               |                                                                                 | |
| |                                                                              |               |                                                                                 | |
| 10 maart 2006 | FC Twente                                                                    | 1 - 0 (0 - 0) | NAC Breda                                                                       | Opstelling FC Twente: |
| Arke Stadion 13.250 toeschouwers Ben Haverkort | Kennedy Bakırcıoğlu 67'                                                      |               |                                                                                 | Boschker , Wellenberg (46' Schuurman), Rahim, Zomer, Heubach, Sibum, Brama, Bakırcıoğlu, Gerritsen, Nkufo, Touma (88' Afonso) Gerritsen (61'), Rahim (81')                                           |
| |                                                                              |               |                                                                                 | |
| 19 maart 2006 | RBC Roosendaal                                                               | 1 - 1 (1 - 0) | FC Twente                                                                       | Opstelling FC Twente: |
| Rosada Stadion 3.500 toeschouwers Richard Liesveld | Ebrima Sillah 6'                                                             |               | 85' Kennedy Bakırcıoğlu                                                         | Pasveer, Wellenberg (75' Kleizen), Niemeyer, Zomer, Heubach, Sibum, Brama (57' Viðarsson), Bakırcıoğlu, Gerritsen, Nkufo , Touma Heubach (40')                                                       |
| |                                                                              |               |                                                                                 | |
| 25 maart 2006 | FC Twente                                                                    | 1 - 2 (1 - 2) | sc Heerenveen                                                                   | Opstelling FC Twente: |
| Arke Stadion 13.225 toeschouwers Roelof Luinge | Blaise Nkufo 27'                                                             |               | 17' Lasse Nilsson 36' Lasse Nilsson                                             | Pasveer, Wellenberg (88' Bouchiba), Niemeyer, Zomer, Loumpoutis (78' Kleizen), Sibum, Brama (72' Viðarsson), Bakırcıoğlu, Gerritsen, Nkufo , Touma Loumpoutis (73')                                  |
| - Het verlies tegen Heerenveen was het eerste verlies in de negen wedstrijden onder interim-trainer Jan van Staa. |                                                                              |               |                                                                                 | |
| |                                                                              |               |                                                                                 | |
| 2 april 2006 | Feyenoord                                                                    | 4 - 2 (2 - 2) | FC Twente                                                                       | Opstelling FC Twente: |
| Stadion Feijenoord 37.500 toeschouwers Reinold Wiedemeijer | Bonaventura Kalou 6' Dirk Kuijt (p) 22' Dirk Kuijt 61' Bonaventura Kalou 65' |               | 26' Patrick Gerritsen 39' Blaise Nkufo                                          | Boschker , Rahim (85' Bouchiba), Niemeyer, Zomer, Heubach, Brama, Viðarsson (66' Schuurman), Bakırcıoğlu, Gerritsen, Nkufo, Touma (75' Afonso) Zomer (22'), Nkufo (35'), Brama (44'), Rahim (46')    |
| |                                                                              |               |                                                                                 | |
| 9 april 2006 | FC Twente                                                                    | 2 - 0 (0 - 0) | ADO Den Haag                                                                    | Opstelling FC Twente: |
| Arke Stadion 13.000 toeschouwers Peter van Dongen | Sharbel Touma 71' Blaise Nkufo 84'                                           |               |                                                                                 | Boschker , Wellenberg, Niemeyer, Viðarsson, Heubach, Sibum, El Ahmadi, Bakırcıoğlu, Gerritsen (90' Bouchiba), Nkufo, Touma Sibum (41')                                                               |
| - Na afloop van de wedstrijd vond een opmerkelijk eerbetoon plaats. Spira Grujić, voormalig aanvoerder van FC Twente en inmiddels reservespeler bij tegenstander ADO Den Haag, liep luid toegezongen door het Twente-publiek een ereronde in verband met zijn naderende afscheid van het betaalde voetbal.                                                                               |                                                                              |               |                                                                                 | |
| |                                                                              |               |                                                                                 | |
| 12 april 2006 | AZ                                                                           | 0 - 0 (0 - 0) | FC Twente                                                                       | Opstelling FC Twente: |
| Alkmaarderhout 8.324 toeschouwers Kevin Blom |                                                                              |               |                                                                                 | Boschker , Wellenberg (46' Rahim), Niemeyer, Zomer, Heubach, Brama, El Ahmadi, Bakırcıoğlu, Gerritsen, Nkufo, Touma (81' Bouchiba) Rahim (57')                                                       |
| - Jeroen Heubach speelde zijn 200e competitiewedstrijd voor FC Twente. Rahim liep tegen zijn negende gele kaart van het seizoen aan en is voor de laatste wedstrijd geschorst. |                                                                              |               |                                                                                 | |
| |                                                                              |               |                                                                                 | |
| 16 april 2006 | FC Twente                                                                    | 1 - 1 (0 - 0) | ADO Den Haag                                                                    | Opstelling FC Twente: |
| Arke Stadion 13.000 toeschouwers Jan Wegereef | Guilherme Afonso 88'                                                         |               | 78' Yuri Cornelisse                                                             | Boschker , Wellenberg (80' Bouchiba), Niemeyer, Zomer, Heubach, Brama, El Ahmadi (56' Sibum), Bakırcıoğlu, Gerritsen, Nkufo, Touma (82' Afonso) Sibum (61'), Brama (72'), Zomer (86')                |
| - Dankzij een doelpunt in de slotfase van invaller Guilherme Afonso en een vrijwel gelijktijdige gelijkmaker van Vitesse in de wedstrijd tegen N.E.C., plaatste Twente zich voor de play-off wedstrijden voor deelname aan de UEFA Cup. Kennedy Bakırcıoğlu werd door de Vriendenkring van FC Twente uitgeroepen tot speler van het seizoen. Tweede in deze verkiezing werd Ramon Zomer. |                                                                              |               |                                                                                 | |
| |                                                                              |               |                                                                                 | |

### Play-offs 2006
| |                                                                                              |               |                                                          | |
| 22 april 2006 | FC Twente                                                                                    | 2 - 0 (1 - 0) | FC Utrecht                                               | Opstelling FC Twente: |
| Arke Stadion 10.500 toeschouwers Reinold Wiedemeijer | Blaise Nkufo 11' Patrick Gerritsen 47'                                                       |               |                                                          | Boschker , Rahim, Niemeyer, Zomer, Heubach (46' Wellenberg), Brama, Sibum, El Ahmadi, Gerritsen, Nkufo, Touma (86' Afonso) El Ahmadi (27'), Zomer (86')                                   |
| |                                                                                              |               |                                                          | |
| 26 april 2006 | FC Utrecht                                                                                   | 1 - 3 (0 - 0) | FC Twente                                                | Opstelling FC Twente: |
| Stadion Galgenwaard 12.000 toeschouwers Ruud Bossen | Joost Broerse 73'                                                                            |               | 68' Sharbel Touma 83' Blaise Nkufo 84' Patrick Gerritsen | Boschker (86' Pasveer), Rahim, Niemeyer, Zomer, Wellenberg, Sibum, Brama (38' Viðarsson), Bakırcıoğlu (80' Shoukov), Gerritsen, Nkufo, Touma Boschker (52')                               |
| - De dubbele ontmoeting met FC Utrecht resulteerde net als in de reguliere competitie in twee overwinningen, waardoor FC Twente het tegen sc Heerenveen moet gaan opnemen om een plek in de UEFA Cup. Utrecht-speler Edson Braafheid kreeg bij de stand 0-1 een rode kaart wegens een overtreding op Bas Sibum. Twente-doelman Sander Boschker liet zich kort voor het einde van de wedstrijd vervangen wegens een lichte liesblessure.                                                     |                                                                                              |               |                                                          | |
| |                                                                                              |               |                                                          | |
| 30 april 2006 | FC Twente                                                                                    | 0 - 1 (0 - 0) | sc Heerenveen                                            | Opstelling FC Twente: |
| Arke Stadion 12.000 toeschouwers René Temmink |                                                                                              |               | 87' Jakob Poulsen                                        | Boschker , Wellenberg, Niemeyer, Zomer, Heubach, Brama, El Ahmadi (72' Sibum), Bakırcıoğlu, Gerritsen, Nkufo, Touma (86' Afonso)                                                          |
| |                                                                                              |               |                                                          | |
| 26 april 2006 | sc Heerenveen                                                                                | 5 - 0 (2 - 0) | FC Twente                                                | Opstelling FC Twente: |
| Abe Lenstra Stadion 19.000 toeschouwers Kevin Blom | Paul Bosvelt 10' Lasse Nilsson 41' Lasse Nilsson 56' Danijel Pranjić 72' Danijel Pranjić 75' |               |                                                          | Boschker , Wellenberg (89' Rahim), Niemeyer, Zomer, Heubach, Brama, El Ahmadi, Bakırcıoğlu (67' Sibum), Gerritsen, Nkufo, Touma Touma (28'), Niemeyer (34')                               |
| - Voor de vierde keer dit seizoen verloor FC Twente een treffen met sc Heerenveen. Hierdoor liep het plaatsing voor de UEFA Cup mis. Met Vitesse mag Twente gaan uitmaken wie in aanmerking komt voor de laatste prijs van het seizoen, een plek in de Intertoto. |                                                                                              |               |                                                          | |
| |                                                                                              |               |                                                          | |
| 11 mei 2006 | Vitesse                                                                                      | 1 - 1 (0 - 1) | FC Twente                                                | Opstelling FC Twente: |
| GelreDome 10.350 toeschouwers Dick van Egmond | Mads Junker 71'                                                                              |               | 13' Blaise Nkufo                                         | Boschker , Rahim, Niemeyer (85' Schuurman), Zomer, Heubach, Brama, El Ahmadi (56' Sibum), Bakırcıoğlu, Gerritsen, Nkufo, Touma (68' Shoukov) Rahim (17'), Schuurman (90')                 |
| |                                                                                              |               |                                                          | |
| 14 mei 2006 | FC Twente                                                                                    | 2 - 0 (0 - 0) | Vitesse                                                  | Opstelling FC Twente: |
| Arke Stadion 9.250 toeschouwers Ben Haverkort | 69' Bas Sibum 72' Bas Sibum                                                                  |               |                                                          | Boschker , Rahim, Viðarsson, Zomer, Heubach, Brama, Sibum (90' Bouchiba), Bakırcıoğlu (87' Kleizen), Gerritsen, Nkufo, Touma (86' Wellenberg) Heubach (14'), Sibum (84') Rahim (32', 81') |
| - Dankzij twee doelpunten van middenvelder Bas Sibum plaatste FC Twente zich voor de Intertoto Cup, waarmee het zich vervolgens kan plaatsen voor de UEFA Cup. Voor Jan van Staa was het de laatste wedstrijd als interim-hoofdcoach. In het nieuwe seizoen zou hij worden opgevolgd door oud-speler Fred Rutten. Verdediger Rahim eindigde het seizoen in stijl. Met de twee gele kaarten in deze wedstrijd kwam zijn seizoenstotaal in de competitie, KNVB beker en play-offs op dertien. |                                                                                              |               |                                                          | |
| |                                                                                              |               |                                                          | |

### KNVB beker 2005/06
| |                                                                                    |               |                                                     | |
| 6 augustus 2005 | Quick Boys                                                                         | 0 - 2 (0 - 0) | FC Twente                                           | Opstelling FC Twente: |
| Sportpark Nieuw Zuid 3.000 toeschouwers Dick van Egmond |                                                                                    | n.v.          | 100' Kennedy Bakırcıoğlu 108' Jeroen Heubach        | Pasveer, Schuurman, Majstorović , Zomer, Loumpoutis (105' Heubach), Niemeyer, Čulina, El Ahmadi (70' Bakırcıoğlu), Touma (108' Brama), Nkufo, Gakhokidze                                        |
| |                                                                                    |               |                                                     | |
| 20 september 2005 | Fortuna Sittard                                                                    | 1 - 3 (0 - 2) | FC Twente                                           | Opstelling FC Twente: |
| Fortuna Stadion 1.000 toeschouwers Ben Haverkort | Lionel Lord 59'                                                                    |               | 13' Blaise Nkufo 35' Blaise Nkufo 69' Sharbel Touma | Pasveer, Schuurman, Rahim, Zomer, Loumpoutis (77' Heubach), Brama, Shoukov, Čulina, Touma (108' Sibum), Nkufo , Gakhokidze (46' Bakırcıoğlu)                                                    |
| |                                                                                    |               |                                                     | |
| 26 oktober 2005 | RKC Waalwijk                                                                       | 1 - 2 (0 - 1) | FC Twente                                           | Opstelling FC Twente: |
| Mandemakers Stadion 1.500 toeschouwers Dick Jol | Rick Hoogendorp 82'                                                                | n.v.          | 31' Peter Niemeyer 114' Guilherme Afonso            | Boschker , Rahim (74' Schuurman), Majstorović, Zomer, Heubach, Sibum, Niemeyer, Shoukov (109' Kleizen), Bakırcıoğlu (105' Afonso), Nkufo, Touma Afonso (114') Nkufo (98')                       |
| - De rode kaart wegens vermeend natrappen die Blaise Nkufo op aangeven van grensrechter Jantinus Meints ontving, werd daags na de wedstrijd wegens gebrek aan bewijs geseponeerd. FC Twente bekerde door de overwinning door naar de laatste zestien. Matchwinnaar Afonso scoorde zijn eerste officiële doelpunt voor Twente. |                                                                                    |               |                                                     | |
| |                                                                                    |               |                                                     | |
| 20 december 2005 | PSV                                                                                | 3 - 0 (1 - 0) | FC Twente                                           | Opstelling FC Twente: |
| Philips Stadion 22.000 toeschouwers Pieter Vink | Jefferson Farfán 45' Jan Vennegoor of Hesselink 57' Jan Vennegoor of Hesselink 90' |               |                                                     | Boschker , Rahim (68' Schuurman), Majstorović, Zomer, Heubach, Brama (77' Afonso), Bakırcıoğlu, Gakhokidze, Gerritsen, Nkufo, Touma (79' Sibum) Rahim (42'), Majstorović (56'), Schuurman (84') |
| - Door de nederlaag tegen PSV was FC Twente uitgeschakeld in het bekertoernooi. |                                                                                    |               |                                                     | |
| |                                                                                    |               |                                                     | |

ADO Den Haag · 
Ajax · 
AZ · 
Feyenoord · 
FC Groningen · 
sc Heerenveen · 
Heracles Almelo · 
NAC Breda · 
NEC · 
PSV · 
RBC · 
RKC · 
Roda JC · 
Sparta Rotterdam · 
FC Twente · 
FC Utrecht · 
Vitesse · 
Willem II